# Paral·lel 54° sud
El paral·lel 54° sud és una línia de latitud que es troba a 54 graus sud de la línia equatorial terrestre. Travessa l'oceà Atlàntic, l'Oceà Índic, l'Oceà Pacífic i Amèrica del Sud.
En aquesta latitud el sol és visible durant 17 hores, 9 minuts durant el solstici d'hivern i 7 hores, 22 minuts durant el solstici d'estiu.

## Geografia
En el sistema geodèsic WGS84, al nivell de 54° de latitud sud, un grau de longitud equival a 65,576 km; la longitud total del paral·lel és de 23.607 km, que és aproximadament 59,0% de la de l'equador, del que es troba a 5.986 km i a 4.016 km del pol Sud

## Arreu del món
A partir del Meridià de Greenwich i cap a l'est, el paral·lel 54° sud passa per: 
| Coordenades                              | País. Territori o mar                    | Notes                                                                |
| ---------------------------------------- | ---------------------------------------- | -------------------------------------------------------------------- |
| 54° 0′ S, 0° 0′ E / 54.000°S,0.000°E     | Oceà Atlàntic                            |                                                                      |
| 54° 0′ S, 20° 0′ E / 54.000°S,20.000°E   | Oceà Índic                               |                                                                      |
| 54° 0′ S, 147° 0′ E / 54.000°S,147.000°E | Oceà Pacífic                             |                                                                      |
| 54° 0′ S, 73° 9′ O / 54.000°S,73.150°O   | Xile                                     | Illa de Santa Inés, Illa Clarence i illa Aracena                     |
| 54° 0′ S, 71° 16′ O / 54.000°S,71.267°O  | Estret de Magallanes                     |                                                                      |
| 54° 0′ S, 70° 52′ O / 54.000°S,70.867°O  | Xile                                     | Illa Dawson                                                          |
| 54° 0′ S, 70° 20′ O / 54.000°S,70.333°O  | Canal Whiteside                          |                                                                      |
| 54° 0′ S, 70° 5′ O / 54.000°S,70.083°O   | Xile                                     | Illa Gran de Terra de Foc                                            |
| 54° 0′ S, 68° 37′ O / 54.000°S,68.617°O  | Argentina                                | Illa Gran de Terra de Foc                                            |
| 54° 0′ S, 67° 24′ O / 54.000°S,67.400°O  | Oceà Atlàntic                            |                                                                      |
| 54° 0′ S, 38° 12′ O / 54.000°S,38.200°O  | Illes Geòrgia del Sud i Sandwich del Sud | Illes Willis, Illa Bird i Geòrgia del Sud (reclamades per Argentina) |
| 54° 0′ S, 37° 23′ O / 54.000°S,37.383°O  | Oceà Atlàntic                            |                                                                      |